# 相撲くじ
相撲くじ（すもうくじ）は、1946年11月の1回だけ発売された大相撲の取組を対象にした予想投票くじの一種。

## 解説
大相撲本場所の各日ごとに好取組を相撲協会側が三つ選び、投票者が勝敗を予想する。その取組は翌日の中入前、十両の取組終了後に行った。
勝敗の結果を受けて、中入りの休憩時間に、3戦すべての的中者の中からさらに抽選を行い、1等と2等を決めた。また、はずれくじすべてを再抽選して、その中から3等を決定した。
勝敗の予想がはずれても3等にはいることがあったことや、それにも関連して思ったほど売り上げが伸びなかったというくじ自身に内在する問題のほかに、幕内取組が中入り前と後とに分断され（大正時代以前も形式としてはそういうことはあったが）力士の集中力に問題が生じたり、千秋楽の三役そろい踏みに、全勝優勝した横綱羽黒山政司をはじめ横綱が登場しなかったりという、興行形態からの不便さもあって、この場所限りで廃止された。
その後、貴闘力のように八百長防止の観点から相撲くじを復活させるべきだと度々主張しており、2024年には堀江貴文の公式YouTubeチャンネルで持論の詳細を説明している。